# Überlandwerk Fulda

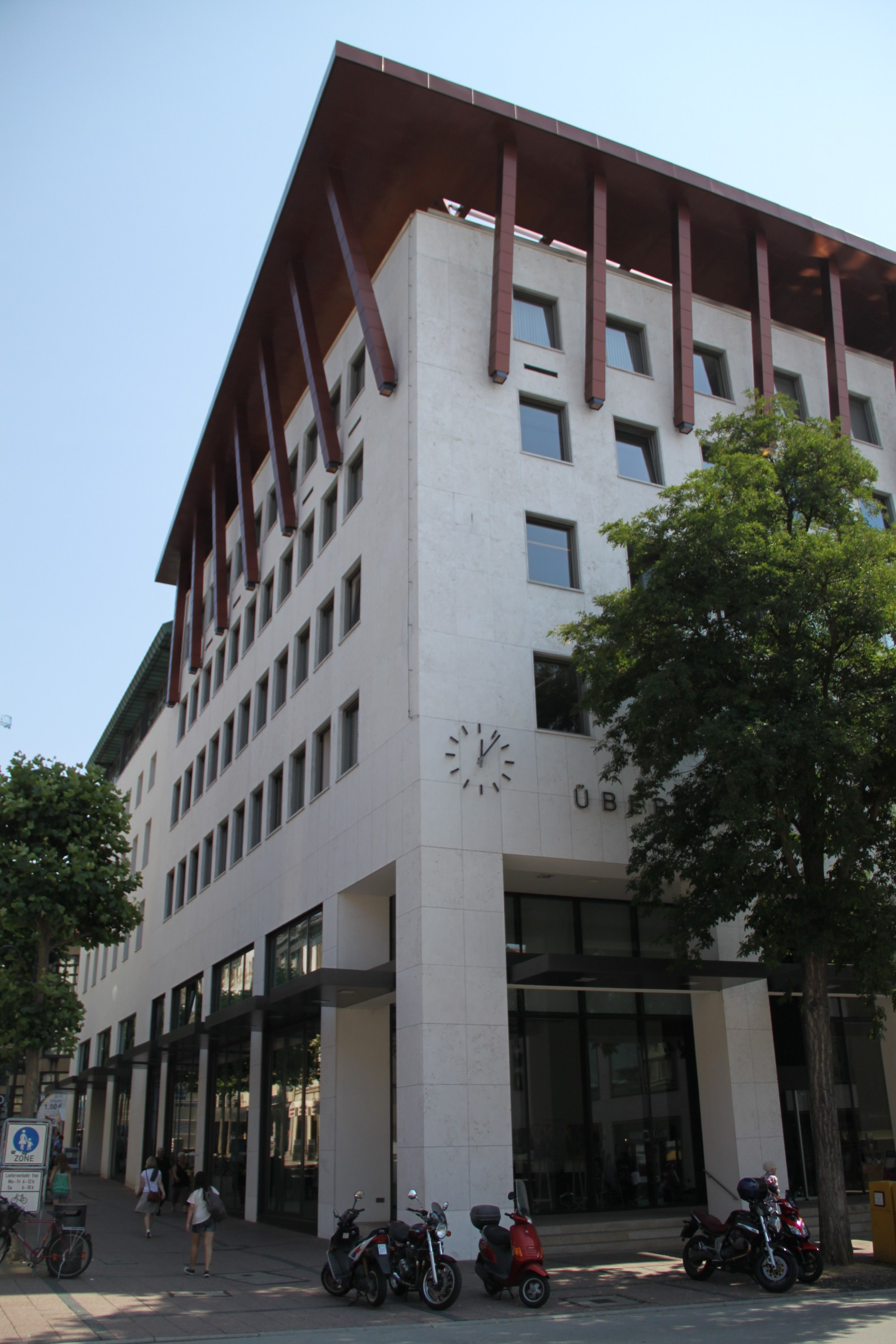
Sitz der ÜWAG in der Bahnhofstraße

Die Überlandwerk Fulda Aktiengesellschaft („ÜWAG“) war ein kommunales Energieversorgungsunternehmen in Fulda. Das Unternehmen wurde am 22. Juli 2013 mit der Gas- und Wasserversorgung GmbH (GWV) Fulda zur RhönEnergie Fulda verschmolzen.

## Geschichte
Die Überlandwerk Fulda Aktiengesellschaft wurde 1912 unter dem Namen „Elektricitätswerk Fulda AG“ auf Initiative privater Geldgeber gegründet. Im Jahr 1919 wurde der Grundstein für die Stromversorgung in der Region durch die Gründung des Zweckverbandes Überlandwerk Fulda-Hünfeld-Schlüchtern gelegt. Der Zweckverband erwarb 1921 die Aktien der Elektricitätswerk Fulda AG und gliederte das Stromnetz der Stadt Fulda in seine bestehende Regionalversorgung ein. Die Elektricitätswerk Fulda AG beschränkt sich auf den Handel mit Elektrogeräten und das Installationsgeschäft.
Seinen heutigen Namen erhielt das Unternehmen bereits 1939. Zu diesem Zeitpunkt wurden 36.000 Kunden mit Strom versorgt. Das Leitungsnetz war auf 1.500 km angewachsen. Am 1. August 1949 fuhr der erste ÜWAG-Bus in Fulda – ein Krauss-Maffei KMO mit 36 Sitzplätzen.
Bis Mitte der 1950er Jahre stieg der Strombedarf in den Haushalten durch erste Elektrogeräte. Die ÜWAG lieferte 1955 erstmals mehr als 100 Millionen Kilowattstunden im Jahr. Außerdem wurde im gesamten Verteilnetz auf eine einheitliche Spannung 220/380 Volt umgestellt.
Das neue Firmengebäude in der Fuldaer Innenstadt wurde 1963 fertiggestellt. Das alte Gebäude an gleicher Stelle war bereits 1931 bezogen und ohne größere bauliche Veränderungen kontinuierlich genutzt worden. 1975 wurde die moderne Netzleitstelle in Petersberg in Betrieb genommen. Dort laufen alle wichtigen Informationen über den Zustand des ÜWAG-Netzes zusammen. Seit 1976 können von dort aus alle Umspannwerke ferngesteuert werden. In den kommenden Jahren wuchs das Stromnetz der ÜWAG kontinuierlich weiter. Mit der Inbetriebnahme einer neuen Leitzentrale 2004 verfügte das Unternehmen europaweit über eine der modernsten Anlagen. 2012 wurde das Netzgebiet um Gemeinden in Thüringen und Bayern erweitert. Damit wuchs die Zahl der Menschen, die über das ÜWAG-Stromnetz mit Energie versorgt werden, auf rund 260.000 an.
Nach Beschlüssen des Fuldaer Kreistages, der Fuldaer Stadtverordnetenversammlung sowie der ÜWAG-Zweckverbandsversammlung ist im Juni 2013 die ÜWAG mit der Gas- und Wasserversorgung GmbH (GWV) Fulda zur RhönEnergie Fulda GmbH verschmolzen.

## Tochterunternehmen
Zur ÜWAG-Gruppe gehörten
- GKU Gesellschaft für kommunale Umwelttechnik mbH (GKU)
- SynEnergie GmbH (SynEnergie)
- TERRA THERM Erdwärme GmbH (TERRA THERM)(im Dezember 2013 wurde der Betrieb eingestellt)[7]
- ÜWAG Netz GmbH
- ÜWAG-Verkehrs-GmbH (ÜVG) (Stadtregion Fulda)
- ÜWAG Bus GmbH (ÜBG) (Landkreis Fulda) (ab 11. Dezember 2011) (Stadt Bad Hersfeld & Hersfeld Ost)
- VGF Verkehrsgesellschaft Region Fulda mbH (Bergwinkel – Schlüchtern)

## Unternehmensbeteiligungen
Die ÜWAG hielt Beteiligungen an 11 Unternehmen.
- BGS Beteiligungsgesellschaft gemeinsamer Strombezug GmbH, Fulda (über 50 %)
- Gas- und Wasserversorgung Osthessen GmbH, Fulda
- Gas- und Wasserversorgung Fulda GmbH, Fulda
- Kreiswerke Main-Kinzig GmbH, Gelnhausen
- RDE Regionale Dienstleistungen Energie GmbH & Co. KG, Würzburg
- Stadtwerke Hünfeld GmbH, Hünfeld
- Trianel European Energy Trading GmbH, Aachen
- Trianel Power – Kraftwerk Hamm-Uentrop GmbH & Co. KG
- Trianel Power Kohlekraftwerk Lünen GmbH & Co. KG
- Trianel Power Windpark Borkum GmbH & Co. KG
- Überlandwerk Rhön GmbH, Mellrichstadt

## Kundenzentrum
In der Fuldaer Innenstadt (Bahnhofstraße 2) befand sich das ÜWAG-Kundenzentrum. Neben Informationen rund um Energie und Mobilität stellte die ÜWAG das Kundenzentrum wohltätigen und gemeinnützigen Organisationen und Vereinen oder für Präsentationen besonders interessanter Projekte von Unternehmenskunden zur Verfügung.

## Ökostrom
Die ÜWAG bot zertifizierten Ökostrom an. Kunden hatten die Wahl zwischen Produkten mit dem TÜV SÜD-Siegel oder dem Label GSL-Gold. Das Label GSL-Gold gilt bei vielen Experten und Verbraucherschützern als das strengste Gütesiegel am Markt. Die gelieferte Energie wurde zu 100 Prozent naturverträglich aus regenerativen Quellen erzeugt. Das Label bestätigt darüber hinaus, dass ein Cent pro verkaufter Kilowattstunde aus diesem Tarifangebot direkt in die Förderung erneuerbarer Energieerzeugung fließt.

## Energieerzeugung
Bereits seit vielen Jahren entwickelt die ÜWAG Konzepte zum Ausbau der nachhaltigen Energieerzeugung und setzt diese auch um. Windkraft, Solarenergie, Erdwärme, Deponie- oder Biogas – zu all diesen Formen der regenerativen Erzeugung gibt es bereits Projekte innerhalb der ÜWAG-Gruppe: Die Solarparks in Großenlüder und Kalbach, die „Windpartnerschaft Osthessen“, die Biogasanlagen in Eichenzell-Rothemann und Hauneck-Bodes, das Deponiegas-BHKW in Kalbach und die zahlreichen Projekte zur Erschließung umweltfreundlicher Erdwärme durch das ÜWAG-Tochterunternehmen TERRA THERM Erdwärme GmbH. Die Osthessen Netz GmbH unterhält zudem ein eigenes Kraftwerk in Fulda.